# Bożenna Beata Parzuchowska
Bożenna Beata Parzuchowska (ur. 29 lutego 1952 r. w Przasnyszu) – animatorka kultury, poetka, publicystka,  scenarzystka, reżyser teatrów amatorskich, redaktorka wydawnictw książkowych. 
Ukończyła Liceum Ogólnokształcące w Przasnyszu i Państwowe Studium Kulturalno-Oświatowe i Bibliotekarskie w Ciechanowie, następnie przez 3 lata studiowała pedagogikę kulturalno-oświatową na Uniwersytecie Warszawskim (filia w Białymstoku).

## Praca zawodowa
W 1973 r. rozpoczęła pracę jako instruktor upowszechniania wiedzy w Powiatowym Domu Kultury im. Marii Konopnickiej w Ciechanowie. Prowadziła też teatrzyk przedszkolaków, współpracując z ciechanowskim przedszkolem przy ul. Sienkiewicza. W 1976 r. na wniosek Spółdzielni Mieszkaniowej „Jaskółka” w Przasnyszu została przeniesiona do pracy w rodzinnym mieście, podejmując się kierowania nowo otwartym Osiedlowym Klubem Kultury na Osiedlu Orlika. Prowadziła wówczas młodzieżowy zespół teatralny, który brał udział w wojewódzkich przeglądach teatralnych i odnosił sukcesy. Po reformie administracyjnej 1975 r. przyjęła propozycję pracy w Wojewódzkim Domu Kultury w Ostrołęce na stanowisku instruktora metodyka na rejon przasnyski. Po dwóch latach pracy w ostrołęckim WDK, zaproponowano jej pracę w ZOZ w Przasnyszu w charakterze instruktora oświaty zdrowotnej. Nowe zadania realizowała we współpracy z przasnyskim oddziałem SANEPiD, kierowanym przez Wiesławę Krawczyk. Współpracowała ze szkołami, ze SM, MDK, ZHP, TPD i innymi lokalnymi instytucjami i organizacjami. W 1986 r. ze względu na narastające problemy ze zdrowiem musiała przerwać pracę zawodową i przeszła na rentę inwalidzką.

## Twórczość i działalność społeczna
Publikowała już w l. siedemdziesiątych XX w. w biuletynach literackich, wydawanych przez środowiska twórcze w Ciechanowie i Ostrołęce. W 1978 r. miała swoje pierwsze spotkanie autorskie w SDK  na Żoliborzu w Warszawie, zaproszona przez kierownika zespołu teatralnego „Łazienki”. Jej wiersze recytowali wówczas warszawscy studenci. Moment ten przyjmuje obecnie jako początek działalności literackiej.
Do aktywności twórczej wróciła z początkiem XXI w. Przez krótki czas należała do działającego pod kierownictwem Krystyny Milczarek Klubu Literackiego "Przaśnik". We wrześniu 2005 r. zdecydowała się wraz z Grzegorzem Jasińskim założyć własną grupę pod nazwą Koło Miłośników Sztuki TARAS, które działa na dwóch płaszczyznach: literackiej i teatralnej. Sekcja teatralna w 2009 r. przekształciła się w Teatr Trzech Pokoleń. Pod kierunkiem założycielki zespół wystawił na deskach MDK w Przasnyszu kilkanaście premier. Występował też gościnnie w Powiatowym Centrum Kultury i Sztuki w Ciechanowie i podczas obchodów Dni Chorzel. Spektakle Teatru Trzech Pokoleń, do których Bożenna Parzuchowska pisze poetyckie scenariusze i jest reżyserem, są dużymi wydarzeniami w środowisku lokalnym. Przez teatr „przewinęło” się niemal 200 uczestników spośród mieszkańców Przasnysza i powiatu, a także miast ościennych (Ciechanowa, Ostrołęki): dzieci, młodzież, dorośli i seniorzy. Teatr pełni  w środowisku wyjątkową funkcję integracyjną dla przedstawicieli różnych profesji, różnych środowisk i grup wiekowych.  
W dorobku twórczym posiada ok. 900 utworów o różnorodnej tematyce, od liryków poprzez wiersze filozoficzno-religijne, patriotyczne, satyryczne, utwory dla dzieci, a także dziesiątki utworów okolicznościowych, laudacji i tematycznych poematów oraz scenariusze teatralne.  Wydała cztery obszerne zbiory poezji: Światłoczułość (2006), Cierniste archipelagi (2013), za które ZLM przyznał jej Złote Pióro, Zamyślenia – sonety plus (2018), Rajskie kamyki (2020). Jest także autorką książek dla dzieci Tino (2016) i W Bajbajewie (2022). W przygotowaniu kilka zbiorów poezji oraz obszerny album poetycko-dokumentacyjny Z przaśnego szczepu.
Utwory Bożenny Beaty Parzuchowskiej ukazywały się w „Poezji Dzisiaj”, „Znaj”, „Zeszytach Literackich”, "Ciechanowskich Zeszytach Literackich". Były też drukowane w kilku książkowych wydawnictwach zbiorowych oraz w prasie zagranicznej (w USA i Kanadzie). Odbywała dziesiątki spotkań autorskich na terenie Mazowsza. Aktywnie działa w Oddziale Ciechanowskim Stowarzyszenia Autorów Polskich (OC SAP), należy również do Towarzystwa Przyjaciół Ziemi Przasnyskiej, przez kilka lat współtworzyła Związek Literatów na Mazowszu. Jest inicjatorką i główną organizatorką Mazowieckiego Konkursu Literackiego w Przasnyszu oraz redaktorką pokonkursowych almanachów.  

## Nagrody i wyróżnienia
Otrzymała wiele wyróżnień i nagród w ogólnopolskich i regionalnych konkursach literackich, m.in. w Ogólnopolskim Konkursie „O wstęgę Orzyca” (2005), Ogólnopolskim Konkursie Poetyckim im. Stanisława Nawrockiego w Płocku (2008), Ogólnopolskim konkursie poetyckim O złoty klucz ciechanowskiego ratusza, w Mazowieckim Konkursie na najlepszą fraszkę im. Jana Kochanowskiego w Zwoleniu (2009), Ogólnopolskich Konkursach Literackich im. Alfreda Borkowskiego (I nagroda w 2022 r.), Ogólnopolskim Konkursie Literackim Kartka z powstania warszawskiego, organizowanym przez stronę Kominek pod honorowym Patronatem Światowego Związku Żołnierzy Armii Krajowej i Muzeum Powstania Warszawskiego (2016; Nagroda Specjalna Agencji PR BRIDGEHEAD), Ogólnopolskim Konkursie Poetyckim im. Leopolda Staffa w Skarżysku-Kamiennej (2017). W 2018 r. wygrała ogólnopolski konkurs na scenariusz teatralny z okazji 100 rocznicy odzyskania przez Polskę Niepodległości i jej sztuka została wystawiona na uroczystej gali w Centrum Kultury i Sztuki w Ciechanowie. Była kilkukrotną laureatką konkursów jednego wiersza organizowanych przez OC SAP i Oddział Warszawski II SAP.
Odznaczenia i inne nagrody: 
- Statuetka Przyjaciela Szkoły, przyznana przez Państwowe Gimnazjum w Sypniewie (2007).
- Medal Stanisława Ostoja-Kotkowskiego w kategorii Medal Honorowy (2012)
- Medal Powiatu Przasnyskiego (2014)
- Statuetka „Złote Pióro” za Książkę Roku ZLM (2014)
- Medal Pamiątkowy Pro Masovia z okazji 40-lecia pracy twórczej (2018)[3]
- Nagroda im. Stefana Żeromskiego Zarządu Głównego SAP (2021)
- Nagroda im. Stanisława Grochowiaka ZG SAP (2022)
- Odznaka honorowa Zasłużony dla Kultury Polskiej (2024)[4].